# Morainville-Jouveaux
Morainville-Jouveaux è un comune francese di 381 abitanti situato nel dipartimento dell'Eure nella regione della Normandia.

## Società

### Evoluzione demografica
Abitanti censiti